# Fédération internationale d'eisstock
La Fédération internationale d'eisstock, officiellement en anglais International Federation Icestocksport (IFI) est une association sportive internationale qui fédère 46 fédérations nationales d'eisstock ou pétanque sur glace.
La FIAS est affiliée à l'Association mondiale des fédérations internationales de sport. Elle est également partie prenante de l'Agence mondiale antidopage.

## Championnats du monde
Pour chaque édition, il y a deux catgéories (hommes et femmes) et trois disciplines : par équipe, concours et distance.
| Année | Ville                  | Pays      |
| ----- | ---------------------- | --------- |
| 1983  | Francfort-sur-le-Main  | Allemagne |
| 1987  | Bressanone             | Italie    |
| 1990  | Vienne                 | Autriche  |
| 1994  | Garmisch-Partenkirchen | Autriche  |
| 1998  | Graz                   | Autriche  |
| 2002  | Frauenfeld             | Suisse    |
| 2004  | Graz                   | Autriche  |
| 2008  | Renon                  | Italie    |
| 2012  | Waldkraiburg           | Allemagne |
| 2014  | Innsbruck              | Autriche  |
| 2016  | Renon                  | Italie    |
| 2018  | Amstetten              | Autriche  |

## Associations membres
En 2018, la fédération regroupe moins d'une cinquantaine de nations.
| Afrique | Amériques | Asie-PAcifique | Europe |                        |
| Membres à part entière | Membres à part entière | Membres à part entière | Membres à part entière | Membres à part entière |
| --- | --- | --- | --- | ---------------------- |
| - Égypte (Egyptian Sliding Stock Federation) - Gabon (Federation Gabonaise de Icestock) - Kenya (Icestock Sport Kenya) - Namibie (Icestocksport Association of Namibia) - Tunisie (Stocksportverband Tunesien) - États-Unis (American Association of Ice Stock Sport) - Venezuela (Federación Deportiva de Eisstock de Venezuela) | - Argentine (Agrupacion Deportiva Argentino-Germana) - Brésil (Federacao Gaúcha e Desportiva de Eisstocksport) - Canada (Canadian Ice-Stock Federation) - Colombie (Asociacion StockSport Colombia ) - Guatemala (Federación Deportiva de Eisstock de Guatemala) - Paraguay (Federacion Paraguaya De Asfalto- Y Eisstock) - Pérou (Federacion Peruana de Stock Sliding) | Asie - Chine (Federation of Icestocksport of China) - Indonésie (Sliding-Stock Federation of Indonesia) - Inde (Indian Icestocksport Federation) - Iran (Iran Icestock Assiociation) - Japon (Japanese Icestock Federation) - Singapour (Ice Bowling Association of Singapore) Pacifique - Australie (Australian Icestock Sport Association Inc) | \| - Autriche (Bund Österreichischer Eis- und Stocksportler) - Biélorussie (Belarus Icestock Federation) - Croatie (Hrvatski akademski klub kuglanja na) - Tchéquie (Ceský svaz metané) - Danemark (Dansk Isstok Forbund) - Espagne (Asociaciòn Espanola de Icestock Y Stock) - Finlande (Finnish Icestock Federation) - France (Fédération de Pétanque sur Glace - Eisstock) - Grande-Bretagne (The British Icing Federation, Office) - Allemagne (Deutscher Eisstock-Verband) - Hongrie (Magyar Csúszókorong Sport-Szövetség) - Israël (Eisstockverband Israel ) - Italie (Federazione Italiana Sport Ghiaccio) - Liechtenstein (Verband des Lichtensteiner Eis- u. Stocksportes) \| - Lituanie (Lithuanian Icestock Federation) - Luxembourg (Union Luxembourgeoise de Pétanque sur Glace) - Pays-Bas (Ijsstokvereniging De Schuivers) - Norvège (Norges Isstokk Forbund) - Pologne (Stowarzyszenie Sportów Zimowych Polska) - Russie (Icestock Federation of Russia) - Slovénie (Zveza Drustva Kegljanja na Ledu Slovenije) - Suisse (Schweizerischer Eisstockverband SESV) - Slovaquie (Slovensky zväz l'adovych kuzel´ov) - Suède (Svenska Isstockförbundet) - Ukraine (Ukraina Icestock Federation) \| |                        |
| - Autriche (Bund Österreichischer Eis- und Stocksportler) - Biélorussie (Belarus Icestock Federation) - Croatie (Hrvatski akademski klub kuglanja na) - Tchéquie (Ceský svaz metané) - Danemark (Dansk Isstok Forbund) - Espagne (Asociaciòn Espanola de Icestock Y Stock) - Finlande (Finnish Icestock Federation) - France (Fédération de Pétanque sur Glace - Eisstock) - Grande-Bretagne (The British Icing Federation, Office) - Allemagne (Deutscher Eisstock-Verband) - Hongrie (Magyar Csúszókorong Sport-Szövetség) - Israël (Eisstockverband Israel ) - Italie (Federazione Italiana Sport Ghiaccio) - Liechtenstein (Verband des Lichtensteiner Eis- u. Stocksportes) | - Lituanie (Lithuanian Icestock Federation) - Luxembourg (Union Luxembourgeoise de Pétanque sur Glace) - Pays-Bas (Ijsstokvereniging De Schuivers) - Norvège (Norges Isstokk Forbund) - Pologne (Stowarzyszenie Sportów Zimowych Polska) - Russie (Icestock Federation of Russia) - Slovénie (Zveza Drustva Kegljanja na Ledu Slovenije) - Suisse (Schweizerischer Eisstockverband SESV) - Slovaquie (Slovensky zväz l'adovych kuzel´ov) - Suède (Svenska Isstockförbundet) - Ukraine (Ukraina Icestock Federation) | | |                        |